# Eustache Ngabisha
Eustache Ngabisha (f. Ngozi, Burundi, 1972) fue un político burundés, padre del presidente de Burundi, Pierre Nkurunziza.

## Biografía
Ngabisha, quien era hutu y católico, era socio y aliado de Louis Rwagasore a principios de la década de 1960, y posteriormente se involucró en política al unirse a la Unión para el Progreso Nacional (UPRONA).
En las elecciones legislativas de Burundi de 1965 fue elegido como miembro de la Asamblea Nacional, la cámara baja del Parlamento, por un mandato. Ocupó el cargo hasta la disolución del parlamento que siguió al Golpe de Estado de noviembre de 1966, a lo que le siguió ejercer el cargo de Gobernador de la Provincia de Ngozi y de la Provincia de Kayanza. También ocupó el cargo de «director» de Kabezi y «comisionado del distrito» de Ngozi-Kayanza.
Durante el genocidio de 1972, Ngabisha fue encarcelado por el gobierno de Michel Micombero en Ngozi, para posteriormente asesinarlo al estrangularlo con su propia corbata.
Estaba casado con Domitille Minani, una enfermera tutsi de religión protestante, unión de la cual nacieron 6 hijos, incluyendo al Presidente de Burundi Pierre Nkurunziza.